# Agyrta collaris
Agyrta collaris är en fjärilsart som beskrevs av Kirby 1902. Agyrta collaris ingår i släktet Agyrta och familjen björnspinnare. Inga underarter finns listade i Catalogue of Life.